# لاري ونايت
لاري ونايت (5 نوفمبر 1956 في الولايات المتحدة - ) (بالإنجليزية: Larry Knight)‏ هو لاعب كرة سلة أمريكي في مركز هجوم قوي الجسم.

## وصلات خارجية
- لاري ونايت على موقع سبورتس رفرنس (الإنجليزية)
- لاري ونايت على موقع كلية كرة السلة في سبورتس رفرنس.كوم (الإنجليزية)
- لاري ونايت على موقع ريلجم (الإنجليزية)